# آلکسی لایهو
آلکسی لایهو (به انگلیسی: Alexi Laiho) با نام کامل مارککو اولا الکسی لایهو  (انگلیسی: Markku Uula Aleksi Laiho؛ زادهٔ ۵ آوریل ۱۹۷۹-درگذشته ۲۹ دسامبر ۲۰۲۰) گیتاریست، آهنگساز و خواننده فنلاندی بود. او بیشتر به عنوان گیتاریست اصلی، خواننده اصلی و عضو بنیان‌گذار گروه ملودیک دث متال چیلدرن آو بادم شناخته می‌شود، و همچنین با گروه‌هایی همچون Sinergy ،The Local Band ،Kylähullut همکاری می‌کرد. پس از فروپاشی چیلدرن آو بادوم در سال ۲۰۱۹، او به همراه دانیل فریبورگ گیتاریست دوم چیلدرن آو بادوم، گروه بادوم افتر میدنایت (Bodom After Midnight) را در سال ۲۰۲۰ تأسیس کرد.
در ۴ ژانویهٔ ۲۰۲۱، خبر درگذشت او از صفحات اجتماعی او منتشر شد. دلیل و حتی تاریخ دقیق مرگ او اعلام نشد ولی این‌طور عنوان شد که در سال‌های آخر زندگی از بیماری بلندمدتی رنج می‌برده‌است.

## زندگی شخصی
لایهو در سال ۲۰۰۲ با کیمبرلی گاس، بنیان‌گذار و خوانندهٔ گروه پاور متال سینرجی که سال‌ها پیش از آن با یکدیگر ارتباط عاطفی داشتند ازدواج کرد. این دو در سال ۲۰۰۴ از یکدیگر جدا شدند ولی رابطهٔ دوستانه را با هم نگه داشتند. او سپس رابطه ای را با کریستن مالدرینگ مدیر برنامهٔ گروه اسلیر آغاز کرد. در سال ۲۰۱۶ با کلی رایت وارد رابطه شد که منجر به ازدواج آن‌ها در سال ۲۰۱۷ شد. پس از مرگ لایهو مشخص شد که کیمبرلی گاس و لایهو هیچ موقع از یکدیگر طلاق نگرفته بودند و ازدواج او با کلی رایت فاقد اعتبار بوده‌است. در پی افشا شدن این موضوع توسط رسانه‌های فنلاندی، کشمکش‌های لفظی‌ای بین خانوادهٔ لایهو و کیمبرلی گاس رخ داد که واکنش کیمبرلی گاس را به همراه داشت و او با انتشار دو پست در صفحهٔ تازه تأسیس اینستاگرامی‌اش که طبق گفتهٔ خودش به دلیل گرامیداشت یاد و خاطرهٔ لایهو تأسیس کرده بود، به اتهاماتی که از طرف خانوادهٔ لایهو به خصوص کلی رایت به او زده شده بود پاسخ داد. به این شکل تمامی دارایی‌های لایهو به بیوه قانونی او، کیمبرلی گاس رسید.

## یادکرد
الکسی لایو.https://yle.fi/uutiset/3-11723185
مصاحبه با الکسی لایو.https://yle.fi/uutiset/3-8210741